# ジョゼフ・カビラ
ジョゼフ・カビラ・カバンゲ（フランス語:Joseph Kabila Kabange、1971年6月4日 - ）は、コンゴ民主共和国の軍人、政治家。同国の第4代大統領を務めた（任期:2001年1月26日 - 2019年1月24日）。父である前任大統領のローラン・カビラが2001年1月16日に暗殺され、それを受けて跡を継ぎ、2006年11月27日の選挙で信任され、2011年11月28日に再選を果たした。同国初の普通選挙で選ばれた大統領である。

## 生い立ち
南キヴ州フィジ地区の小さな町ヘワ・ボラでローラン・カビラとシファ・マハニャの長男として生まれた。ただしこれを疑問視する意見もある。フィジの小学校に通い、タンザニアのダルエスサラームで卒業、ムベヤで中等教育を受けた。高校を出ると、軍事訓練をへてウガンダのマケレレ大学へ進んだ。1996年10月父がコンゴ・ザイール解放民主勢力連合 (AFDL) を結成してモブツ政権への反乱を開始すると25歳のジョゼフも「カドゴス」の司令官となり、キンシャサに至るまでの多くの戦闘で重要な役割を果たした。AFDLはアンゴラ、ジンバブエ、ルワンダなどの軍から支援を受けた。
1997年に父ローランが権力を握ると、1998年からジョゼフは中華人民共和国の北京に渡って中国人民解放軍国防大学に留学した。中国での訓練から帰国すると、ジョゼフは少将、さらにコンゴ民主共和国軍の参謀次長に任命された。
2000年にコンゴ軍の参謀総長に就任、父が暗殺されるまで在任していた。2004年の第二次コンゴ戦争（キヴ紛争）において、ジョゼフは主な軍事司令官の1人である。

## 大統領
2001年、父ローランが暗殺されると、1月26日に29歳で大統領へ就任した。ジョゼフはドミニカ国の首相にルーズベルト・スカーリットが就任するまで当時世界最年少の国家指導者であり、若く経験不足と看做されたが、2003年に和平協定で第二次世界大戦以来の死者数を出したとされる第二次コンゴ戦争を終結させることには成功し、国内における主な反政府勢力コンゴ民主連合ゴマ派（RCDゴマ）とコンゴ解放運動 (MLC) の指導者2人と与野党の民間人2人を副大統領とする暫定政権を樹立した。この2つのグループは後に野党と、政府の支持グループに分かれた。
2004年3月28日には、父ローランの政敵だったモブツ・セセ・セコの流れを汲む勢力によるものと見られるクーデター未遂がキンシャサで発生したが、失敗している。また、2004年6月11日にも、エリック・レンジ少佐が率いたとみられる集団がクーデタを起こして「権力を掌握し、暫定政権を樹立した」と国営ラジオで放送したが、ジョゼフ忠誠派の部隊により鎮圧された。ジョゼフはモブツ派との和解にも努め、2007年にモブツの息子でモブツ主義民主連合の指導者であるンザンガ・モブツを閣僚に迎え入れた。
2005年12月、国民投票によって新たな憲法が承認され、2006年6月に大統領選挙を行うとした。憲法によって候補者の最低年齢が35歳から30歳に引き下げられたため、正式な候補者として立候補することが出来るようになった。この選挙には、当初最も有力な対抗馬とみなされていた元首相のエティエンヌ・チセケディは不出馬を表明していた。7月30日に選挙が実施され、8月20日に公表された暫定結果によると、ジョゼフの得票率は約44%で、主な対立候補であったジャンピエール・ベンバの得票率は約20%であった。ジョゼフはスワヒリ語が話される東部でより多くの票を得た。カビラとベンバとの間で決選投票が10月29日に行われ、11月15日選挙委員会は58.05%でカビラの勝利を宣言した。この結果は11月27日最高裁に承認され、12月6日に新大統領として就任した。12月30日、カビラは第1次投票で3位となり、決選投票で彼を支持したアントワーヌ・ギゼンガを首相に任命した。
2011年11月28日に行われた大統領選挙で再選を果たしている。
2015年9月、北京で行われた中国人民抗日戦争・世界反ファシズム戦争勝利70周年記念式典に出席した。
2016年12月19日に大統領の任期が満了となったものの、大統領選が政権与党によって2018年に延期され、任期切れの後も大統領職に留まり続けた。これに対して国内では抗議デモが発生し、治安部隊の反撃により死者も出る事態となった。2017年末までに大統領選を実施することで与野党が合意したものの、選挙管理委員会は有権者登録の遅れを理由に選挙実施を2019年4月以降に延期した。この間に憲法を改正し三選を可能にしようとする思惑があるとの憶測も出た。
2018年8月8日、ジョゼフは後継候補にエマニュエル・ラマザニ・シャダリ前副首相兼内務・治安相を指名したことを明らかにし、併せて自身は12月に予定される大統領選挙に出馬しないと発表した。ラマザニが大統領選で勝利した場合、ジョゼフはいったん首相に就任し、2023年の大統領選で返り咲きを狙うとの見方もあったが、12月の大統領選挙では野党候補のフェリックス・チセケディが暫定得票率38.51％で当選。2019年1月24日に大統領を退任。
2021年10月、ジョセフはヨハネスブルグ大学で卒業論文を擁護した。 政治学と国際関係の修士号は、5年間続いた彼の研究の終わりに彼に授与された。
2025年4月、陸軍司法長官は上院にジョゼフ・カビラの免責特権の解除を要請した。これによりカビラは反逆罪、戦争犯罪、人道に対する罪で起訴されることになる。

## 脚註
1. ↑  "KABILLA II - UNRAVELLING THE ENIGMA", African Business,  March 2001.
2. ↑  “非洲总统回中国母校（名人特写）”. 人民網. (2002年4月4日) 2018年8月24日閲覧。
3. ↑  “Joseph Kabila Kabange”. GlobalSecurity.org 2018年8月24日閲覧。
4. ↑  “Bref Apercu Biographique du Président de la République”.   RDCongo – Site Officiel du Président de la République. 2009年2月10日時点のオリジナルよりアーカイブ。2018年8月24日閲覧。
5. ↑  “THE ACTUAL PRESIDENT OF THE DRC”. congokin. (2015年12月30日) 2018年8月24日閲覧。
6. ↑  "Arrests after DR Congo 'coup bid'", BBC, March 29, 2004.
7. ↑  "Congo National Troops Thwart Coup Attempt", VOA News, June 11, 2004.
8. ↑  "Coup attempt foiled in Kinshasa", IRIN, June 11, 2004.
9. ↑  Rich Ngapi, "Présidentielle 2011 - Mobutu Nzanga dépose sa candidature à la CENI", Le Potentiel, 7 September 2011.
10. ↑  "DR Congo poll deadline extended", BBC, March 24, 2006.
11. ↑  "Elections to be held on 30 July, polls body says", IRIN, May 1, 2006.
12. ↑  "Frontrunners need alliances for 2nd round of presidential polls", IRIN, August 22, 2006.
13. ↑  "Kabila named DR Congo poll winner", BBC News, November 15, 2006.
14. ↑  "Joseph Kabila sworn in as Congo's elected president", Reuters, December 6, 2006.
15. ↑  Joe Bavier, "Congo names opposition veteran, 81, prime minister", Reuters, December 30, 2006.
16. ↑  “再選カビラ氏、不備認めるも「選挙は信頼に足る」” (日本語). AFPBB News (フランス通信社). (2011年12月13日) 2013年1月13日閲覧。
17. ↑  “コンゴ民主共和国最高裁、現職大統領の再選を認定” (日本語). AFPBB News (フランス通信社). (2011年12月17日) 2013年3月31日閲覧。
18. ↑  “China's military parade: who's coming, who's not”. シドニー・モーニング・ヘラルド. (2015年9月3日) 2018年8月24日閲覧。
19. ↑  “コンゴ民主共和国大統領 任期切れ後も退任せず混乱”. NHK. (2016年12月22日) 2016年12月25日閲覧。
20. ↑  “任期切れても大統領職居座り　コンゴ民主共和国でデモ”. 朝日新聞. (2016年12月22日) 2016年12月25日閲覧。
21. ↑  “コンゴ大統領選、大幅延期に　任期切れのままカビラ氏続投”. 沖縄タイムス. (2017年10月12日) 2017年10月22日閲覧。
22. ↑  “コンゴ民主共和国］ 大統領「不出馬」波紋 「院政」を警戒”. 毎日新聞. (2018年8月22日) {{cite news}}: 不明な引数|1=が空白で指定されています。 (説明)⚠
23. ↑  “コンゴ大統領選、野党候補勝利 18年ぶり政権交代へ”. AFPBB News. フランス通信社. (2019年1月10日) 2019年1月11日閲覧。
24. ↑  “RDC: une requête déposée au Sénat pour obtenir une levée de l'immunité de l'ex-président Kabila”. Radio France International. ラジオ・フランス・アンテルナショナル. (2025年4月30日) 2025年4月30日閲覧。

| 公職                  | 公職                                          | 公職                          |
| --------------------- | --------------------------------------------- | ----------------------------- |
| 先代 ローラン・カビラ | コンゴ民主共和国大統領 第4代：2001年 - 2019年 | 次代 フェリックス・チセケディ |